# 김경연
김경연(1992년 11월 3일 ~ )은 대한민국의 축구 선수이며, 포지션은 미드필더이다.